# 總覺得鄰家更幸福
《總覺得鄰家更幸福》（香港譯名《鄰居家的月亮比較圓》或《鄰家月亮比較圓》）為富士電視台「木曜劇場」系列电视剧之一，由深田恭子主演，於2018年1月18日首播。香港方面由NowTV購得播映權，於同年6月16日於Now劇集台首播；而ViuTV則待翌年12月2日方能首播；臺灣則由緯來日本台以《嬌妻芳鄰問題多》之名在2018年底播出。於日本首播的前一天，厚生勞動省更與本劇合作宣傳。

## 劇情大要
由建商和住戶共同規劃的這片合作式住宅裡，住了一對很想要孩子的夫婦、一對頂客族夫婦、一對同性戀同居情侶、以及一戶戴著幸福假面的四口之家。他們有什麼各自的甘苦和互動後的成長呢？

## 登場角色

### 主要角色
| 角色         | 演員       | 香港配音 | 簡介 |
| ------------ | ---------- | -------- | --- |
| 五十嵐奈奈   | 深田恭子   | 王夢華   | 五十嵐大器的妻子，活躍於教授水肺潛水。原姓東野。                                                               |
| 五十嵐大器   | 松山研一   | 杜景煜   | 五十嵐奈奈的丈夫，中型玩具製造商「Tamada」企劃開發部主任。                                                     |
| 川村亮司     | 平山浩行   | 馮瀚輝   | 離過一次婚的造型師，與杉崎千尋處於事實婚關係。                                                                 |
| 杉崎千尋     | 高橋瑪莉潤 | 石梓晴   | 不想生孩子的美甲師，與川村亮司處於事實婚關係。                                                                 |
| 青木朔       | 北村匠海   | 高瀚章   | 與廣瀨涉交往一年後開始同居的男同志，是只有國中學歷的酒保，後來被廣瀨的女同事發現兩人的同性戀關係。             |
| 廣瀨涉       | 真島秀和   | 何家裕   | 設計並親自入住合作式住宅的建築師，是青木朔的同性戀人，後來自行成立事務所並對自己母親出櫃。                     |
| 小宮山深雪   | 真飛聖     | 王綺婷   | 小宮山真一郎的妻子，對孩子的課業要求很高，希望丈夫賺更多錢支應補習費，也喜歡在社群媒體放些炫耀自己生活的照片。 |
| 小宮山真一郎 | 野間口徹   | 鄧燦陽   | 小宮山深雪的丈夫，因厭倦長期外派而從貿易公司離職，求職期間出任中學生課業輔導的義工。                           |
| 小宮山優香   | 安藤美優   |          | 小宮山夫婦的長女，常瞞著母親在圖書館前廣場跟同學練舞。                                                         |
| 小宮山萌香   | 古川凛     | 張惠雯   | 小宮山夫婦的次女。                                                                                             |
| 三浦亮太     | 和田庵     |          | 川村亮司與先妻的兒子。                                                                                         |

### 其他角色
| 角色                  | 演員       | 香港配音 | 簡介                                                               |
| --------------------- | ---------- | -------- | ------------------------------------------------------------------ |
| 矢野朋也              | 須賀健太   |          | 於中型玩具製造商「Tamada」內，為五十嵐大器的部下。                 |
| 五十嵐琴音 → 糸川琴音 | 伊藤沙莉   |          | 五十嵐大器的妹妹，於懷孕之時與糸川啟太結婚，後於第5話誕下女嬰。    |
| 糸川啓太              | 前原滉     |          | 烤雞肉串店「五十嵐」的員工，亦是糸川琴音的丈夫。                   |
| 三浦妙子              | 山本與志惠 | 曾慶珏   | 川村亮司前妻之母。                                                 |
| 課長                  | 大西武志   |          | 中型玩具製造商「Tamada」的課長，亦是五十嵐大器的上司。             |
| 老板                  | 山本佳希   |          | 「BASE」（青木朔於該處任職調酒師）之老板。                         |
| 成田                  | 三溝浩二   |          | 廣瀨涉工作的建築事務所之所長。                                     |
| 早苗                  | 薄倉里奈   |          | 小宮山優香的舞伴。                                                 |
| 里利                  | 鮫島彩華   |          | 小宮山優香的舞伴。                                                 |
| 梨乃                  | 乾真奈美   |          | 小宮山優香的舞伴。                                                 |
| 糸川真奈              | 矢部桃羽   |          | 糸川啟太與糸川琴音的女兒。                                         |
| 長谷部留美            | 橋本愛實   | 張惠雯   | 廣瀨涉工作的建築事務所之建築師同事，單戀廣瀨，後來發現他是同性戀。 |
| 倉持充                | 壽大聰     |          | 五十嵐奈奈工作的水肺潛水學校之負責人。                             |
| 五十嵐健作            | 春海四方   |          | 五十嵐大器的父親，經營烤雞肉串店「五十嵐」。                       |
| 阿源                  | 森下能幸   |          | 烤雞肉串店「五十嵐」的常客。                                       |
| 片岡洋子              | 伊藤和枝   | 姜嘉蕾   | 「若葉女士診所」醫師。                                             |
| 五十嵐聰子            | 高畑淳子   |          | 五十嵐大器的母親。                                                 |

### 特別角色
| 角色         | 演員                              | 香港配音 | 簡介               | 登場集數 |
| ------------ | --------------------------------- | -------- | ------------------ | -------- |
| 東野春枝     | 原日出子 （第9話）                |          | 五十嵐奈奈的母親。 | 第4話    |
| 廣瀨富美     | 田島令子 （第7話、第9話、最終話） |          | 廣瀨涉的母親。     | 第6話    |
| 大河內百合惠 | 多歧川裕美                        |          | 小宮山深雪的母親。 | 第7話    |

## 職員表
- 編劇：中谷真由美（日语：中谷まゆみ）
- 配樂：木村秀彬（日语：木村秀彬）、堤博明（日语：堤博明）
- 主題曲：Mr.Children《here comes my love》（TOY'S FACTORY）[12]
- 不孕症治療顧問 - 櫻井明弘（日语：桜井明弘）、石川勇介
- LGBT事務顧問 - 森永貴彦
- 合作式住宅與建築顧問 - 牛田大介
- 潛水指導 - 澤田淳
- 製片人：中野利幸（日语：中野利幸）（CP）
- 演出：品田俊介、相澤秀幸、高野舞
- 製作：富士電視台第一製作室
- 製作著作：富士電視台

## 每集內容
附註：下表只列出日本首播的資料。
| 集數   | 播出日期 | 標題                                                    | 演出     | 收視率 |
| ------ | -------- | ------------------------------------------------------- | -------- | ------ |
| 第1話  | 1月18日  | のぞきたくなる!! ひとつ屋根の下に住む家族達の秘密とは!? | 品田俊介 | 7.0%   |
| 第2話  | 1月25日  | ひとつ屋根の下で、大波乱の顔合わせ!!                    | 品田俊介 | 6.2%   |
| 第3話  | 2月1日   | 夫婦の絆!! 妻の涙と夫のあふれる想い!!                   | 品田俊介 | 5.9%   |
| 第4話  | 2月8日   | 母の愛、娘の願い 壊れた絆の架け橋!!                     | 高野舞   | 6.0%   |
| 第5話  | 2月15日  | あふれる想い…!! 私たちが出した答え                      | 高野舞   | 4.6%   |
| 第6話  | 2月22日  | 動き出した運命の行方!! 衝撃のラスト!!                   | 品田俊介 | 5.7%   |
| 第7話  | 3月1日   | 衝撃の一夜!! 究極の愛を越えて!!                         | 高野舞   | 5.7%   |
| 第8話  | 3月8日   | 夢見た未来へ…!? 私達の笑顔の行方!!                      | 相澤秀幸 | 6.5%   |
| 第9話  | 3月15日  | 最後の手紙… 愛する人の待つ場所へ!?                      | 高野舞   | 6.9%   |
| 最終話 | 3月22日  | 神様のくれた結末とは…!?                                 | 品田俊介 | 7.9%   |

- 全劇平均收視率為6.2%（由Video Research進行調查，以關東地方家庭的實時收看情況計算）

## 副聲道企劃
在第4、5、7、8、與最終話裡，主要演員有在節目的副聲道進行評論。

## 外部連結
- 《總覺得鄰家更幸福》於富士電視台的官方網站 （页面存档备份，存于）
- 總覺得鄰家更幸福的X（前Twitter）
- 隣の芝生は青い コトバンク  （页面存档备份，存于）

| 日本 富士電視台 木曜劇場（星期四 22:00 - 22:54）                 | 日本 富士電視台 木曜劇場（星期四 22:00 - 22:54）     | 日本 富士電視台 木曜劇場（星期四 22:00 - 22:54） |
| ---------------------------------------------------------------- | ---------------------------------------------------- | ------------------------------------------------ |
|                                                                  | 總覺得鄰家更幸福 （2018年1月18日 - 3月22日）         |                                                  |
| 刑警弓神 （2017年10月12日 - 12月14日）                           | 基度山恩仇記-華麗的復仇- （2018年4月19日 - 6月14日） |                                                  |
| 香港 Now劇集台 和風周末（星期六 22:45 - 23:45）                  |                                                      |                                                  |
| 民眾之敵～在這世上，不是很奇怪嗎！？～ （2018年4月7日 - 6月9日） | 鄰居家的月亮比較圓 （2018年6月16日 - 8月18日）       | 信用欺詐師 （2018年8月25日 - 9月1日）            |
| 香港 ViuTV 星期一至五 20:00 - 20:30                              |                                                      |                                                  |
| 娛樂風雲 （2019年7月15日 - 11月29日）                            | 鄰居家的月亮比較圓 （2019年12月2日 - 12月27日）      | 善良醫生 （2020年1月1日 - 1月30日）              |